# A Gruesome Twosome
A Gruesome Twosome is een Amerikaanse korte tekenfilm van Warner Bros. in de serie Merrie Melodies, geregisseerd door Bob Clampett. De film is uitgebracht op 9 juni 1945. Het heeft Tweety in de hoofdrol en twee katten.
Dit is de laatste film met Tweety geregisseerd door Clampett, en de laatste voordat hij steeds samen te zien is met Sylvester. De tekenfilm is gecensureerd omdat een van de katten zegt: hier komt het naakte genie. 
De film is op dvd verkrijgbaar in de Looney Tunes Golden Collection: Volume 3.

## Verhaal
De film begint met een koppel katten die praten en zingen in miauw-taal. Dan zien we een rode kat (een parodie op Jimmy Durante) die een gele kat slaat met een koekenpan terwijl de gele kat aan het praten was met een sexy poesje. Dan is de rode kat met haar aan het flirten en dan wil het vrouwtje kussen. Als de rode kat probeert haar te kussen, trekt de gele kat hem weg. 
Uit het niets komt een maffe hond. De hond zegt dat hij eigenlijk niet meedoet in deze film. Dan kust de hond het kleine poesje. Dan komt de rode kat weer en zegt: "Everybody wants to get into the act, umbriago! IT'S DISGUSTING!". Als de twee katten bruut aan het vechten zijn, zegt het vrouwelijke poesje dat degene die haar een vogeltje brengt haar vriend kan zijn. 
De rode kat verzint een plan om te zorgen dat de gele niet kan lopen. Maar het lukt hem toch. De rooie en gele kat klimmen in een telefoonpaal waar een vogelnest zit met Tweety erin en Tweety zegt: "I tawt I taw a putty tat" gevolgd door "I tawt I taw ANOTHER putty tat". Als de twee katten elkaar zien vechten ze met hun handen. Tweety slaat met een hamer op de handen en de katten vallen naar beneden. Dan zegt Tweety:"Aw, the poor puddy tat! they fall down and go BOOM!" Tweety glimlacht en verlaat zijn nest en loopt en zingt op straat. 
Dan staat de rode kat op en slaat de gele met een koekenpan. Dan vechten ze weer totdat de rode kat zegt dat ze meer strategie (klinkt als "stragedy") nodig hebben. De rode kat heeft een plan. Ze vermommen zich als een onrealistisch roze paard. Tweety stopt een bij in het pak en de katten worden gestoken en stoten hun hoofd tegen een boom. Maar dan lokt Tweety een hond naar de katten door het bot van de hond af te pakken. Dan gooit Tweety het bot in het kostuum en de katten worden weer aangevallen. 
Tweety zegt: "You know I get wid of more putty tats that way!" en doet tot slot Durantes hot-cha-cha-cha. 

## Stemmencast
| Acteur        | Personage                                              |
| ------------- | ------------------------------------------------------ |
| Mel Blanc     | Durante (rode kater) / Gele kater / Tweety (onvermeld) |
| Bea Benaderet | Poes (onvermeld)                                       |
| Sara Berner   | diverse personages (onvermeld)                         |